# Kashiba

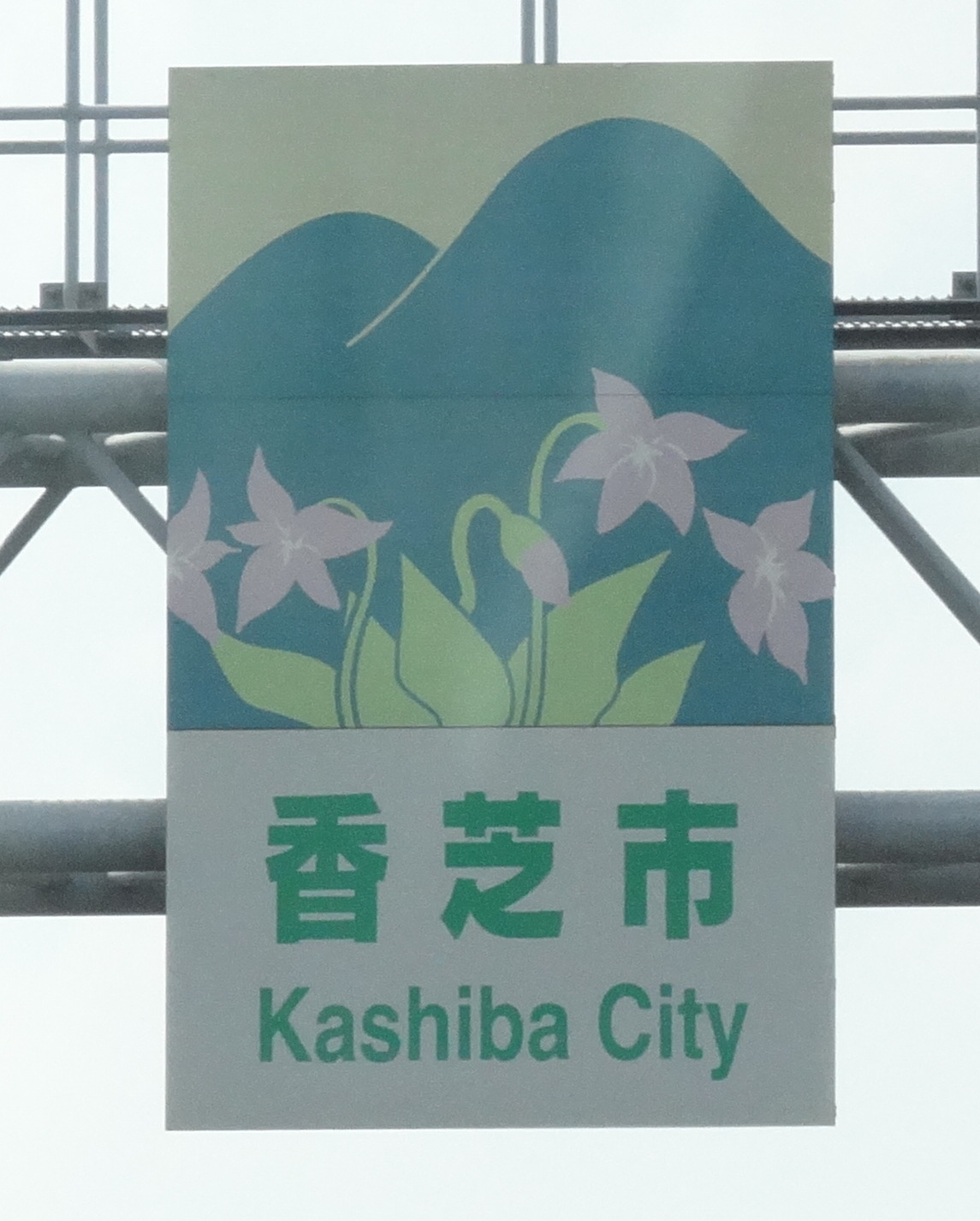
Senyal viària de Kashiba

Kashiba (香芝市, Kashiba-shi) és una ciutat i municipi de la prefectura de Nara, a la regió de Kansai, Japó. A data de 2020, Kashiba és el cinqué municipi més populós de la prefectura i degut a la seua posició geogràfica, s'ha convertit en una ciutat dormitori per als treballadors d'Osaka.

## Geografia
La ciutat de Kashiba es troba localitzada al nord-oest de la prefectura de Nara, fent límit amb la prefectura d'Osaka i, de fet, al municipi s'hi troba part del mont Nijō, que fa de frontera natural entre les prefectures de Nara i Osaka. El terme municipal de Kashiba limita amb els de Hadano, Kashiwara i Taishi, tots ells de la prefectura d'Osaka, a l'oest; amb Ōji i Kanmaki al nord; amb Kōryō a l'est i amb Yamato-Takada i Katsuragi al sud.

## Història
Des del període Nara fins a la fi del període Tokugawa, la zona on actualment es troba la ciutat de Kashiba va formar part de l'antiga província de Yamato. Amb la restauració Meiji, la zona passà des del 1872 a formar part de la prefectura de Nara, successora de la província de Yamato, però degut als canvis d'un nou sistema administratiu encara no consolidat, del 1876 a 1881 la zona formà part de la breu prefectura de Sakai i de 1881 a 1884 de la prefectura d'Osaka. El 1884 va tornar a ser part de la prefectura de Nara fins a l'actualitat. Des de la creació del sistema de districtes fins a l'any 1897, els pobles de la zona on actualment es troba la ciutat van formar part del districte de Katsuge, passant a formar part després del districte de Kita-Katsuragi fins al 1991, quan es fundà l'actual ciutat de Kashiba. L'1 d'abril de 1956, fruit de la fusió de quatre pobles (Goidô, Nijô, Shimoda i Shizumi) es crea la vila de Kashiba, també pertanyent al districte de Kita-Katsuragi. Finalment, l'1 d'octubre de 1991, la vila de Kashiba es elevada a la categoria actual de ciutat.

## Administració

### Alcaldes
- Kiyoshige Ishida (1991-1992
- Desconegut (1992-1996)
- Akio Sakiyama (1996-2008)
- Yoshihisa Umeda (2008-2012)
- Hiroaki Yoshida (2012-2020)
- Norihiro Fukuoka (2020-present)

## Demografia
| 1920   | 1930   | 1940   | 1950   | 1960   | 1970   | 1980   |
| ------ | ------ | ------ | ------ | ------ | ------ | ------ |
| 9.692  | 10.428 | 11.151 | 14.980 | 15.009 | 21.205 | 36.314 |
| 1990   | 2000   | 2010   | 2020   | 2030   | 2040   | 2050   |
| 52.817 | 63.487 | 75.214 | 78.415 | -      | -      | -      |

## Transport

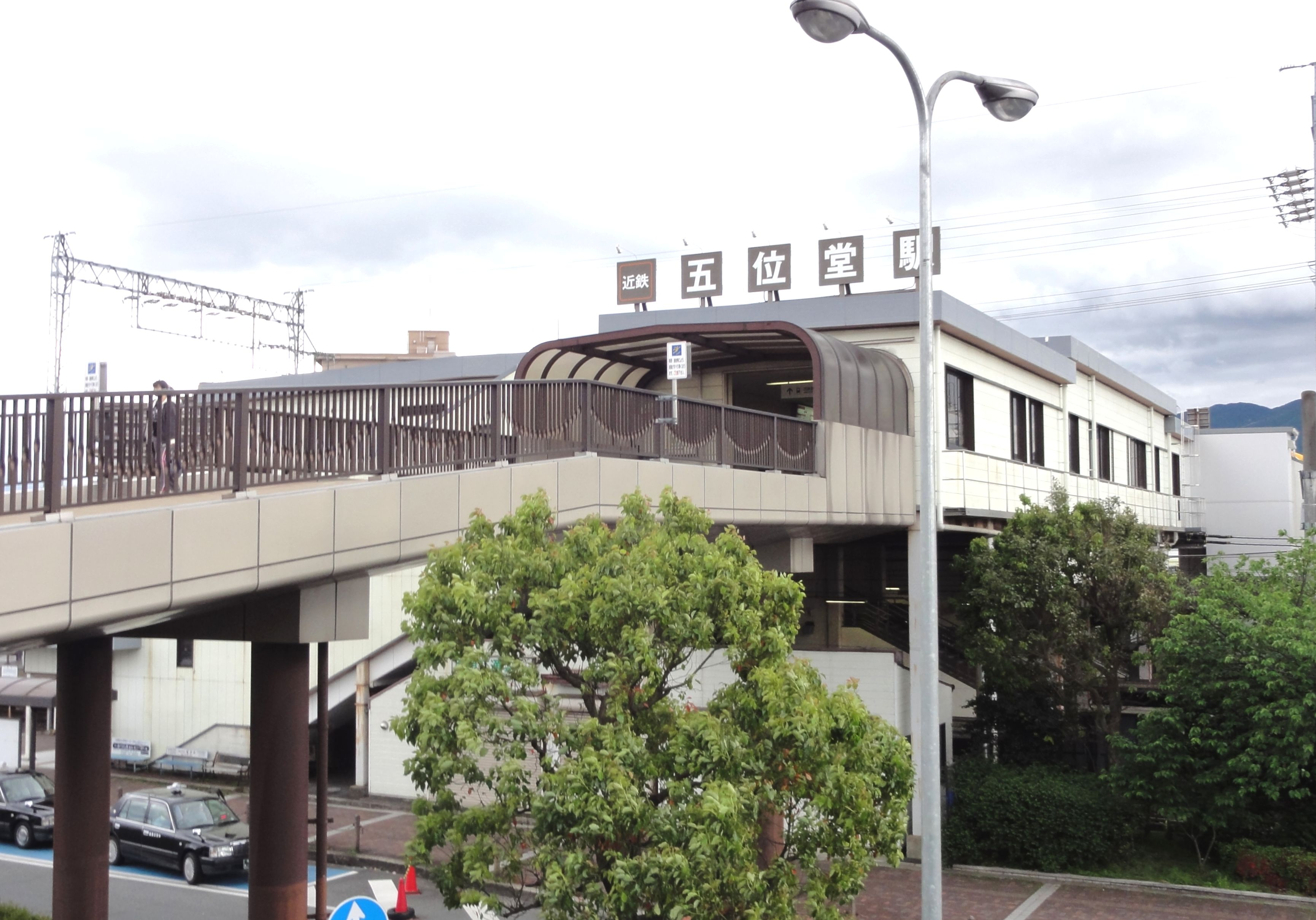
Estació de Goidô (Kintetsu)

### Ferrocarril
- Companyia de Ferrocarrils del Japó Occidental (JR West)
  - Shizumi - Kashiba - JR-Goidō
- Ferrocarril Kinki Nippon (Kintetsu)
  - Sekiya - Nijō - Kintetsu-Shimoda - Goidō - Nijōzan

### Carretera
- Autopista Nishi-Meihan
- Nacional 165 - Nacional 168

## Agermanaments
- Sodegaura, prefectura de Chiba, Japó. (1991)
- Tsurugashima, prefectura de Saitama, Japó. (1991)
- Hidaka, prefectura de Saitama, Japó. (1991)
- Hamura, Tòquio, Japó. (1991)
- Hannan, prefectura d'Osaka, Japó. (1991)